# Šarūnas Jasikevičius
Šarūnas Jasikevičius (Kaunas, Lituania, 5 de marzo de 1976) es un exjugador y entrenador lituano de baloncesto. Jugaba en la posición de base y fue elegido MVP del Eurobasket 2003 y de la Final Four de la Euroliga 2004-05. Es el jugador que ha ganado más veces la Euroliga, con un total de cuatro. Actualmente es el entrenador del Fenerbahçe Beko de la BSL de Turquía.

## Trayectoria

### Profesional

#### Universidad de Maryland
Jasikevičius se fue a Estados Unidos a una edad temprana, jugando en un instituto de Pensilvania y más tarde en la Universidad de Maryland. En su carrera universitaria, ofreció un rendimiento correcto como escolta, pero no convenció a ningún equipo de la NBA.

#### Regreso a Europa
Al acabar su ciclo universitario volvió a Lituania, donde jugó con el Lietuvos Rytas en la temporada 98-99. Un año después, fichó por el KK Olimpija Ljubljana esloveno, donde estuvo a las órdenes del estricto Zmago Sagadin.

#### Fútbol Club Barcelona
Después de haber aparecido en la escena internacional, Šarūnas firmó con el Barcelona, donde Aíto García Reneses lo reconvirtió en base, y jugó allí desde el 2000 hasta el 2003. Se convirtió en uno de los mejores jugadores de Europa, llegando a ganar la Euroliga del 2003 junto a otras estrellas como Dejan Bodiroga, Juan Carlos Navarro o Gregor Fučka.

#### Maccabi Tel Aviv

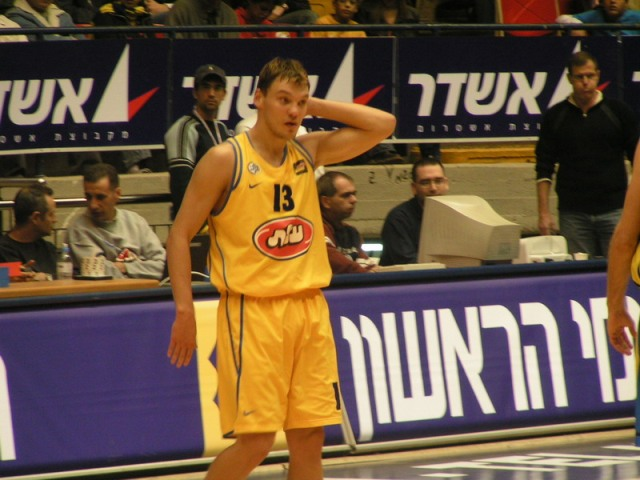
Jasikevičius, con la camiseta del Maccabi Tel Aviv.

Debido a los recortes presupuestarios del equipo de baloncesto del FC Barcelona por parte del nuevo presidente Joan Laporta, Jasikevičius tuvo que abandonar el Barcelona, y fue al Maccabi Tel Aviv, donde ganó dos Euroligas seguidas, la del 2004 y la del 2005.

#### NBA

##### Indiana Pacers
En el verano de 2005, Saras dio el salto a la NBA al firmar con los Indiana Pacers. Su juego, de gran rapidez y talento ofensivo a la par que espectacular, prometía una provechosa carrera en la NBA.
Su primera temporada (2005-2006) fue decepcionante para lo que se esperaba de él, promediando (7,3 puntos y 3,0 asistencias en 20,8 minutos). En la segunda temporada (2006-2007) decrecen sus minutos pero se mantiene su producción (7,4 pts, 3,0 ast, en 17,9 min).
Después de 37 partidos, los Pacers lo incluyen en un traspaso de ocho jugadores a Golden State Warriors en el que recibirían a jugadores como Troy Murphy o Mike Dunleavy Jr. mientras que en San Francisco, Golden State recibe a Al Harrington, entre otros.

##### Golden State Warriors
En este traspaso parecía que Saras podía salir increíblemente beneficiado ya que el juego de los Warriors de Don Nelson era de elevado "tempo" ofensivo, en contraposición con el juego lento, estático y puramente defensivo de los Pacers de Rick Carlisle. De hecho, no eran pocos los que pensaban que el fracaso de Saras en Indiana era debido a la mentalidad defensiva del juego que quería implementar Carlisle (chocando frontalmente con el estilo del jugador lituano), y que Šarūnas podría explotar su potencial en los Warriors.
No obstante, Jasikevičius tampoco triunfó en San Francisco, ya que la rotación de los Warriors estaba muy bien definida, y a pesar de que el estilo era perfectamente compatible con su juego, no halló minutos (se halló en una situación muy parecida a la que posteriormente se vería envuelto en ese equipo otro europeo: el escolta/base italiano Marco Belinelli). Como resultado, en la franquicia californiana los minutos de Šarūnas Jasikevičius son aún más escasos que en Indiana (12,0 min) y su rendimiento se ve drásticamente afectado (4,3 pts y 2,3 ast).

#### Panathinaikos
Finalmente, decide poner fin a su aventura en la NBA y vuelve a Europa, aterrizando en la liga de Grecia de la mano del Panathinaikos BC. Durante sus tres años en Atenas logra una nueva Euroliga en 2009, además de 3 ligas y 3 copas de Grecia.

#### Últimos años y retirada
En noviembre de 2010, tras haber concluido su contrato con el Panathinaikos BC y estar unos meses sin equipo, firma hasta final de temporada con el Lietuvos Rytas, club al que regresa 10 temporadas después.
El 25 de julio de 2012, Saras, decide aceptar una oferta del Regal Barcelona por un año. En esta nueva etapa con el equipo catalán consigue ganar una Copa del Rey y disputar la Final Four 2013.
En septiembre de 2013 firma por una temporada por el club de su ciudad natal, el Žalgiris Kaunas. En 2014 se proclama campeón de la liga de su país, la LKL.
En julio de 2014 anuncia su retirada como jugador, pasando a ejercer como entrenador asistente en el Žalgiris.

### Selección nacional
Šarūnas consiguió una medalla de bronce en los Juegos Olímpicos de Sídney 2000, cuando la selección lituania perdió contra la norteamericana por una diferencia de sólo dos puntos. Fue la victoria más ajustada de la historia de la selección americana de baloncesto desde que empezó a utilizar jugadores NBA, y un triple de Jasikevičius en el último segundo pudo haberles eliminado.
En 2003 ganó el Eurobasket con la selección lituana, ganando en la final a la España de Pau Gasol, y fue elegido mejor jugador.
En los Juegos Olímpicos de Atenas 2004, consiguió desquitarse de la derrota de Sídney, anotando 28 puntos que fueron claves para la victoria contra los Estados Unidos, y maravillando a los estadounidenses con su juego (con jugadas de increíble mérito como un inolvidable 3+1 ante Lamar Odom), lo que propició su posterior salto a la NBA el verano siguiente.

### Entrenador

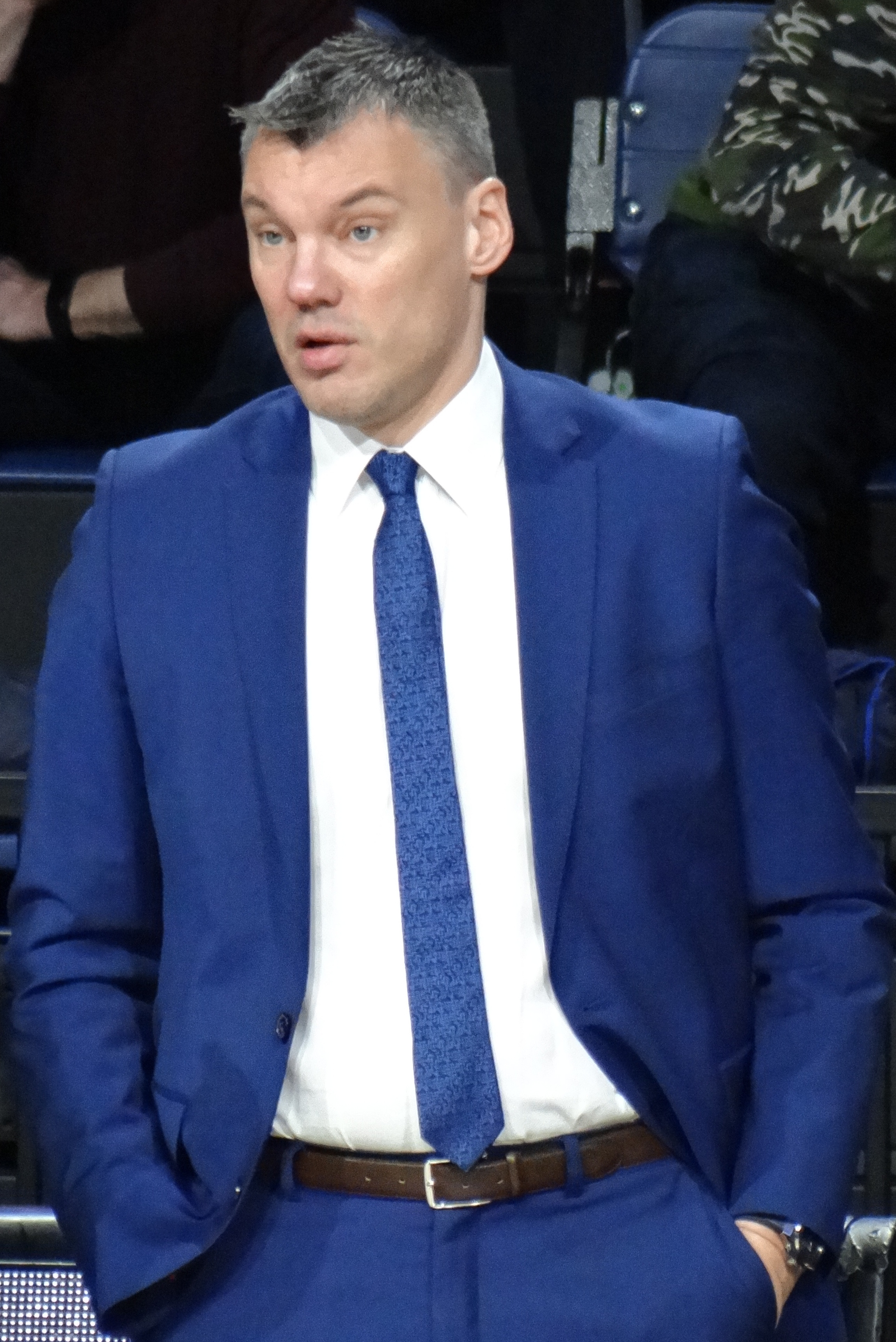
Jasikevičius en 2018.

#### Zalgiris
Tras colgar las botas en 2013, Sarunas estuvo un año y medio aprendiendo su nuevo oficio, el de entrenador.
El 13 de enero de 2016, fue nombrado entrenador jefe del Zalgiris tras haber sustituido a Gintaras Krapikas de forma interina tres días antes. Se estrenó en un partido del Top 16 ante el Real Madrid con derrota para los lituanos por 92-86.

#### FC Barcelona
Tras cuatro años como entrenador principal del Žalgiris Kaunas, en julio de 2020 se oficializa su fichaje por el FC Barcelona por tres temporadas.
En su primera temporada ganó la Copa del Rey y la Liga ACB. En su segundo año como entrenador del Barcelona ganó la Copa del Rey. Y en su tercera temporada de nuevo la Liga ACB. No obstante, club y jugador no se pusieron de acuerdo en la rebaja salarial que el club pretendía acometer en la sección y consecuentemente la teórica disminución de la competitividad de la plantilla, lo que conllevó la salida del club del técnico lituano.

#### Fenerbahçe SK
El 14 de diciembre de 2023, firma como técnico principal del Fenerbahçe SK por tres temporadas.El 25 de mayo de 2025 gana la Euroliga tras derrotar al Monaco. Es la segunda que obtiene el club turco en su historia.

## Estadísticas

### Euroliga
| Año     | Equipo           | PJ  | PT | MPP  | %TC  | %3P  | %TL   | RPP | APP | ROB | TPP | PPP  | VAL  |
| ------- | ---------------- | --- | -- | ---- | ---- | ---- | ----- | --- | --- | --- | --- | ---- | ---- |
| 2000–01 | Barcelona        | 9   | 8  | 28.2 | .398 | .327 | .900  | 2.3 | 5.6 | 1.0 | .1  | 14.0 | 14.1 |
| 2001–02 | Barcelona        | 18  | 16 | 23.5 | .504 | .449 | .872  | 2.1 | 3.4 | .9  | .1  | 11.6 | 10.2 |
| 2002–03 | Barcelona        | 21  | 15 | 26.4 | .423 | .378 | .959  | 1.8 | 3.2 | .7  | .0  | 13.4 | 10.8 |
| 2003–04 | Maccabi Tel Aviv | 21  | 20 | 29.7 | .477 | .448 | .925  | 1.6 | 4.8 | .7  | .0  | 16.0 | 16.3 |
| 2004–05 | Maccabi Tel Aviv | 24  | 23 | 31.7 | .431 | .399 | .941  | 2.7 | 5.3 | .9  | .1  | 15.7 | 16.6 |
| 2007–08 | Panathinaikos    | 20  | 5  | 23.5 | .485 | .408 | .938  | 1.6 | 2.9 | .7  | .0  | 13.2 | 12.9 |
| 2008–09 | Panathinaikos    | 22  | 4  | 20.1 | .450 | .389 | .886  | 1.5 | 3.0 | .6  | .1  | 9.6  | 8.1  |
| 2009–10 | Panathinaikos    | 7   | 0  | 15.8 | .400 | .000 | .700  | 1.1 | 2.1 | .3  | .0  | 4.4  | 2.6  |
| 2010–11 | Lietuvos Rytas   | 6   | 0  | 19.4 | .437 | .375 | .909  | 1.3 | 4.3 | .2  | .0  | 7.3  | 7.0  |
| 2010–11 | Fenerbahçe       | 6   | 1  | 15.4 | .407 | .375 | .800  | 1.0 | 1.5 | .2  | .0  | 4.8  | 1.5  |
| 2011–12 | Panathinaikos    | 21  | 1  | 15.4 | .517 | .385 | .875  | 1.3 | 2.5 | .6  | .0  | 7.2  | 6.3  |
| 2012–13 | Barcelona        | 31  | 3  | 14.6 | .450 | .340 | .933  | .8  | 2.0 | .3  | .1  | 4.9  | 4.4  |
| 2013–14 | Žalgiris         | 20  | 1  | 16.8 | .409 | .404 | 1.000 | 1.1 | 3.1 | .4  | .1  | 6.7  | 5.3  |
| Total   | Total            | 226 | 97 | 22.0 | .452 | .394 | .927  | 1.6 | 3.4 | .6  | .0  | 10.4 | 9.6  |

### NBA

#### Temporada regular
| Año     | Equipo       | PJ  | PT | MPP  | %TC  | %3P  | %TL  | RPP | APP | ROB | TPP | PPP |
| ------- | ------------ | --- | -- | ---- | ---- | ---- | ---- | --- | --- | --- | --- | --- |
| 2005–06 | Indiana      | 75  | 15 | 20.8 | .396 | .364 | .910 | 2.0 | 3.0 | .5  | .1  | 7.3 |
| 2006–07 | Indiana      | 37  | 1  | 17.9 | .412 | .372 | .922 | 1.3 | 3.0 | .4  | .0  | 7.4 |
| 2006–07 | Golden State | 26  | 2  | 11.9 | .366 | .273 | .871 | .8  | 2.3 | .5  | .0  | 4.3 |
| Total   | Total        | 138 | 18 | 18.3 | .397 | .355 | .908 | 1.6 | 2.9 | .5  | .0  | 6.8 |

#### Playoffs
| Año   | Equipo       | PJ | PT | MPP  | %TC  | %3P  | %TL  | RPP | APP | ROB | TPP | PPP |
| ----- | ------------ | -- | -- | ---- | ---- | ---- | ---- | --- | --- | --- | --- | --- |
| 2006  | Indiana      | 6  | 0  | 11.0 | .368 | .222 | .500 | 1.0 | 1.0 | .0  | .2  | 2.8 |
| 2007  | Golden State | 4  | 0  | 1.5  | .000 | .000 | .500 | .0  | .5  | .0  | .0  | .3  |
| Total | Total        | 10 | 0  | 7.2  | .350 | .222 | .500 | .6  | .8  | .0  | .1  | 1.8 |

## Logros y reconocimientos

### Como jugador
Títulos de club
- 4 Euroligas:

- 2003 (FC Barcelona)
- 2004 y 2005 (Maccabi Tel Aviv)
- 2009 (Panathinaikos)

- 1 Copa de Eslovenia:

- 2000 (KK Olimpija Ljubljana)

- 3 Copas del Rey:

- 2001, 2003 y 2013 (FC Barcelona)

- 2 Títulos de la ACB:

- 2001 y 2003 (FC Barcelona)

- 2 Copas de Israel:

- 2004 y 2005 (Maccabi Tel Aviv)

- 2 Ligas de Israel:

- 2004 y 2005 (Maccabi Tel Aviv)

- 3 Copas de Grecia:

- 2008, 2009, 2012 (Panathinaikos BC)

- 3 Ligas de Grecia:

- 2008, 2009 y 2010 (Panathinaikos BC)

- 1 Liga de Turquía:

- 2011 (Fenerbahçe Ülkerspor)

- 1 Copa de baloncesto de Turquía:

- 2011 (Fenerbahçe Ülkerspor)

- 1 Liga de Lituania:

- 2014 (Žalgiris Kaunas)

Logros personales
- 1 MVP Final Liga ACB (2003).
- 1 Mr. Europa (2003)
- 1 MVP de la Final Four de la Euroliga (2005).
- 1 MVP del Eurobasket (2003)
- Elegido para el partido rookie del All-Star de la NBA (2006).
- Elegido en el Mejor Equipo de la Década de la Euroliga (2001-2010).
- Elegido entre los 50 mayores colaboradores de la Euroliga.
- Elegido dos veces en el Mejor Quinteto de la Euroliga (2004 y 2005).

### Como entrenador
- Liga de Lituania (5): 2016, 2017, 2018, 2019, 2020.
- Copa de Lituania (3): 2017, 2018, 2020.
- Liga ACB (2): 2021, 2023.
- Copa del Rey (2): 2021, 2022.
- Euroliga (1): 2025
- Liga de Turquía (1): 2025